# Gibby Mbasela
Biggie Mbasela, plus connu sous le nom de Gibby Mbasela (né le 24 octobre 1962 à Kitwe à l'époque en Fédération de Rhodésie et aujourd'hui en Zambie, et mort le 1er mai 2000 dans la même ville) est un joueur de football international zambien, qui évoluait au poste d'attaquant.

## Biographie

### Carrière en club
Avec l'équipe de Nkana, il remporte un championnat de Zambie et joue une finale de Coupe d'Afrique des clubs champions, perdue face au club algérien de la JS Kabylie.
Avec l'Espérance de Tunis, il gagne un championnat de Tunisie et une Coupe des clubs champions arabes.

### Carrière en sélection
Avec l'équipe de Zambie, il joue 51 matchs (pour 10 buts inscrits) entre 1986 et 1997[réf. nécessaire]. 
Il figure dans le groupe des sélectionnés lors des Coupes d'Afrique des nations de 1992 et de 1994. La sélection zambienne atteint la finale de la compétition en 1994, en étant battu par le Nigeria.
Il joue également six matchs comptant pour les tours préliminaires de la coupe du monde, lors des éditions 1986, 1990 et 1994.

## Palmarès

### Palmarès en club
| Nkana \| - Championnat de Zambie (1) : - Champion : 1990. - Coupe de Zambie (1) : - Vainqueur : 1991. \| \| - Coupe des clubs champions : - Finaliste : 1990. \| |  | Espérance de Tunis - Championnat de Tunisie (1) : - Champion : 1993-94. - Coupe des clubs champions arabes (1) : - Vainqueur : 1993. |
| - Championnat de Zambie (1) : - Champion : 1990. - Coupe de Zambie (1) : - Vainqueur : 1991.                                                                     |  | - Coupe des clubs champions : - Finaliste : 1990.                                                                                    |

### Palmarès en sélection
Zambie
- Coupe d'Afrique des nations :
  - Finaliste : 1994.